# ديفيد ويلسون (عالم جريمة)
ديفيد ويلسون (بالإنجليزية: David Wilson)‏ هو عالم جريمة بريطاني، ولد في 1 أبريل 1957 في Carluke ‏ في المملكة المتحدة.

## وصلات خارجية
- الموقع الرسمي